# ジレンマ (斉藤和義のアルバム)
『ジレンマ』は、斉藤和義通算5枚目のスタジオ・アルバム。1997年2月26日発売。発売元はファンハウス。規格品番：FHCF-2359。2008年9月17日にSPEEDSTAR RECORDSよりSHM-CDにて限定販売された。規格品番：VICL-63025。

## 解説
これまで、共同プロデューサーであった松尾一彦から離れ、作詞・作曲に加え、編曲・演奏・プロデュースを全て斉藤が一人で手がけた作品。本作以降のアルバムは斉藤のセルフプロデュースで制作されることになる。
先行リリースされた、TBS系列『COUNT DOWN TV』オープニング・テーマ「郷愁」とベネッセコーポレーション『進研ゼミ』CMソング「進め なまけもの」の両A面的シングル（1997/01/22発売）を含むオリジナル・アルバム。初回限定盤はペーパークラフト付で発売された。
収録曲のうち、「幸福な朝食 退屈な夕食」が同年4月9日にシングルカットされた。タケダ製薬『アリナミン』のCMソングとしてリリースされた「おつかれさまの国」（2008/12/03発売）のカップリングには、同楽曲のライヴ・ヴァージョンが収録されている。アルバム表題曲の「ジレンマ」は、2004年3月24日に発売されたシングル「ぼくらのルール」のカップリングにライヴ・テイクが収録され、のちにカップリング・ベスト『Collection "B" 1993〜2007』（2008/09/17発売、BVCR-18151/3）に収められた。
ディスクジャケットでは、サムライ風のコスチュームを着衣している。歌詞ブックレットでは、すべての楽曲の歌詞が縦書きで表記された。
リクルート発行のテイクフリー冊子『R25』（No.217、25頁）に掲載されたインタビューでは、本アルバムと次アルバム『Because』（1997/12/26発売、FHCF-2408）あたりで本当の意味でのミュージシャン・デビューが出来た気がする、という旨を語っている。
2008年9月17日に、特殊なCDプレーヤーでなくても高音質再生が可能とされるスーパー・ハイ・マテリアルCDで発売された。初回生産限定のデジパック仕様で、同日発売のCD-BOX『斉藤和義15周年アニバーサリーBOX』（VIZL-302）にも収められている。

## 収録曲
| 全作詞・作曲・編曲: 斉藤和義。 |                              |          |            |      |
| #                              | タイトル                     | 作詞     | 作曲・編曲 | 時間 |
| 1.                             | 「僕の踵はなかなか減らない」 | 斉藤和義 | 斉藤和義   | 4:46 |
| 2.                             | 「ワッフル ワンダフル」      | 斉藤和義 | 斉藤和義   | 3:52 |
| 3.                             | 「郷愁」                     | 斉藤和義 | 斉藤和義   | 4:09 |
| 4.                             | 「ジレンマ」                 | 斉藤和義 | 斉藤和義   | 6:06 |
| 5.                             | 「すっぱいぶどう」           | 斉藤和義 | 斉藤和義   | 3:23 |
| 6.                             | 「君が百回嘘ついても」       | 斉藤和義 | 斉藤和義   | 4:17 |
| 7.                             | 「印象に残る季節」           | 斉藤和義 | 斉藤和義   | 3:25 |
| 8.                             | 「進め なまけもの」          | 斉藤和義 | 斉藤和義   | 4:34 |
| 9.                             | 「ドライブ」                 | 斉藤和義 | 斉藤和義   | 5:30 |
| 10.                            | 「幸福な朝食 退屈な夕食」    | 斉藤和義 | 斉藤和義   | 5:48 |
| 合計時間:                      | 合計時間:                    | 45:50    |            |      |

## 関連作品
- 僕の踵はなかなか減らない
十二月 - ライヴ音源
十二月 〜Winter Caravan Strings〜 - ライヴ音源
弾き語り 十二月 in武道館 〜青春ブルース完結編〜 - ライヴ音源
- ワッフル ワンダフル
斉藤“弾き語り”和義 ライブツアー2009≫2010 十二月 in 大阪城ホール 〜月が昇れば 弾き語る〜 - ライヴ音源
- 郷愁
Golden Delicious - スタジオ音源
十二月 - ライヴ音源
歌うたい15 SINGLES BEST 1993〜2007 - スタジオ音源
- ジレンマ
黒盤 - ライヴ音源
Collection "B" 1993〜2007 - ライヴ音源
- 進め なまけもの
Collection "B" - スタジオ音源
十二月 〜Winter Caravan Strings〜 - ライヴ音源
歌うたい15 SINGLES BEST 1993〜2007 - スタジオ音源
Collection "B" 1993〜2007 - スタジオ音源
斉藤“弾き語り”和義 ライブツアー2009≫2010 十二月 in 大阪城ホール 〜月が昇れば 弾き語る〜 - ライヴ音源
- ドライブ
黒盤 - スタジオ音源
斉藤“弾き語り”和義 ライブツアー2009≫2010 十二月 in 大阪城ホール 〜月が昇れば 弾き語る〜 - ライヴ音源
- 幸福な朝食 退屈な夕食
Golden Delicious - スタジオ音源
Golden Delicious Hour - ライヴ音源
十二月 〜Winter Caravan Strings〜 - ライヴ音源
歌うたい15 SINGLES BEST 1993〜2007 - スタジオ音源
ゴールデンスランバー〜オリジナルサウンドトラック〜 - スタジオ音源（新録）